# 八王子医療刑務所

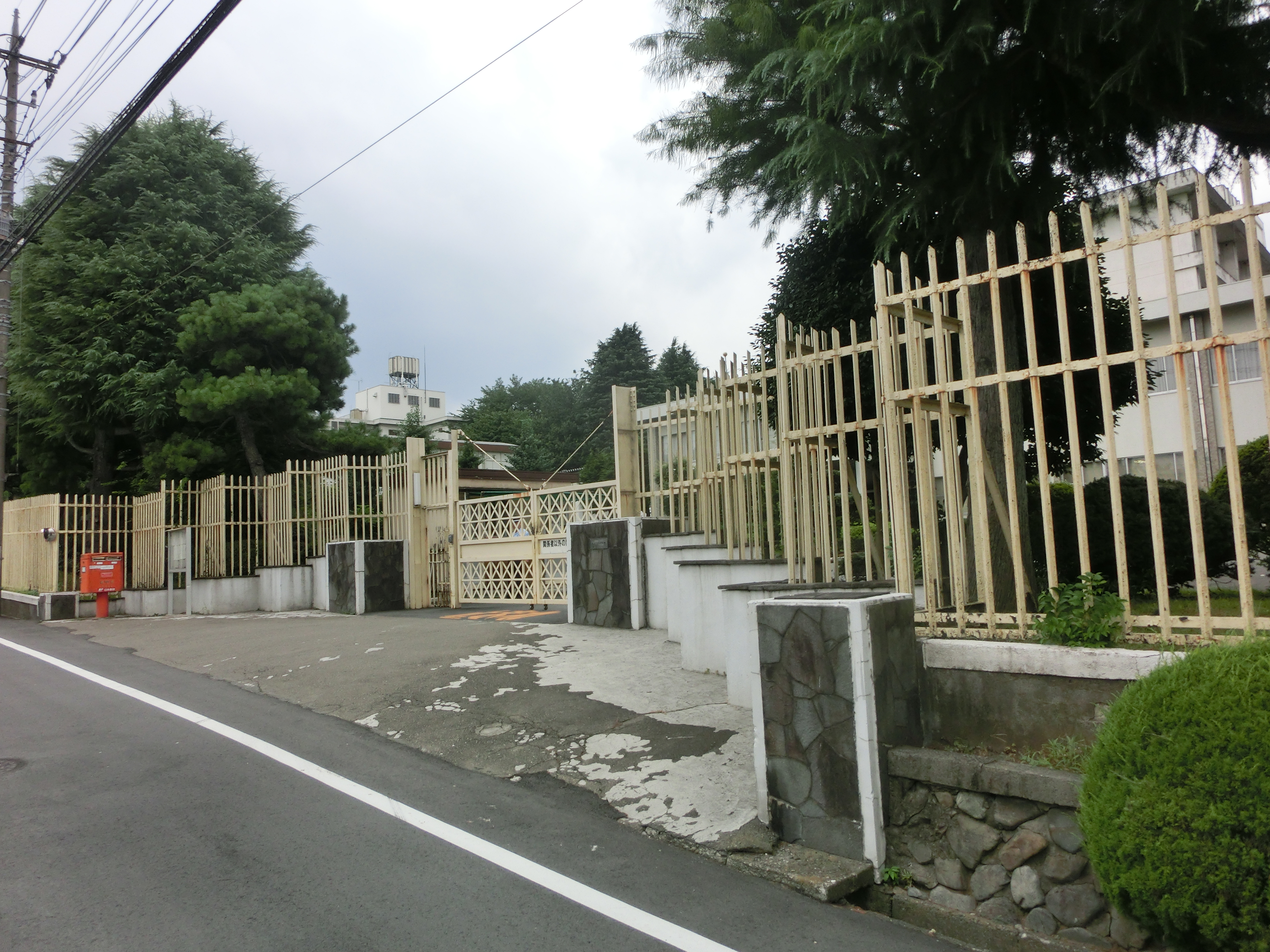
出入口外観

八王子医療刑務所（はちおうじいりょうけいむしょ）は、かつて存在した法務省矯正局の東京矯正管区に属する刑務所。全国4箇所の医療刑務所のうちのひとつであった。通称「八刑（はちけい、はっけい）」。2018年1月に東京都昭島市に新設された国際法務総合センター内に東日本成人矯正医療センターとして移転し、閉所した。跡地は、「八王子駅南口集いの拠点」として整備される予定である。

## 所在地
- 〒192-0904 東京都八王子市子安町3-26-1
  - JR八王子駅から徒歩約8分
  - 京王線京王片倉駅から徒歩約8分

## 収容分類級
- M級
- P級
- MW級
- PW級

身体や精神に障害のあるものを収容する。
- A級
- W級

犯罪傾向の進んでいない健康な男女も収容する。

## 収容定員
- 433人

## 沿革
- 1878年（明治11年） - 八王子監獄署として設立。11月、神奈川県監獄本署監獄八王子支署と改称する。
- 1893年（明治26年）4月1日 - 南多摩郡が東京府に編入、警視庁の所管となる。
- 1893年（明治26年） - 焼失し現在地に移転。
- 1927年（昭和2年） - 八王子少年刑務所に改称。
- 1946年（昭和21年）7月30日 - 受刑者が脱走。後に住友友成の子供を誘拐する事件を起こす。同年9月23日に逮捕[1]。
- 1951年（昭和26年） - 福岡県の城野医療刑務所（現北九州医療刑務所）と同様に当時としては2つしかない医療刑務所となった。
- 1981年（昭和56年） - 施設を改修。
- 2018年（平成30年） - 昭島市の国際法務総合センターに、東日本成人矯正医療センターとして移転し閉所した。跡地は、「八王子駅南口集いの拠点」として整備される予定[2]である。

## 組織
所長の下に3部を持つ3部制である。
- 総務部（庶務課、会計課、用度課）
- 処遇部（処遇担当、企画担当）
- 医務部（保健課、医療第一課、医療第二課、医療第三課、看護課）

## 外観・設備
- 医療法上の病院に該当した。

## 特記事項
- 精神障害のある受刑者のための作業療法として紙細工、園芸等を実施していた。
- 職員の教育訓練のため准看護師養成所が設けられていた。
- 全国に4箇所ある医療刑務所の中で、唯一、受刑者に対して終末期ケアを行なっていた[3]。

## 著名な受刑者
- 平沢貞通：画家、帝銀事件の確定死刑囚。再審請求中に死去
- 奥西勝：名張毒ぶどう酒事件の確定死刑囚。再審請求中に死去
- 重信房子：元日本赤軍リーダー。2022年に出所した。
- 丸岡修：元日本赤軍メンバー。収監中に死去
- 横井英樹：実業家（ホテルニュージャパン火災で実刑判決）。出所後に死去
- 見沢知廉：著書『囚人狂時代』で刑務所の様子を描いている。

受刑者ではないが、永山則夫は1974年に数ヶ月にわたって鑑定留置（精神鑑定のための留置）された。